# Стрийсько-Сянська Верховина

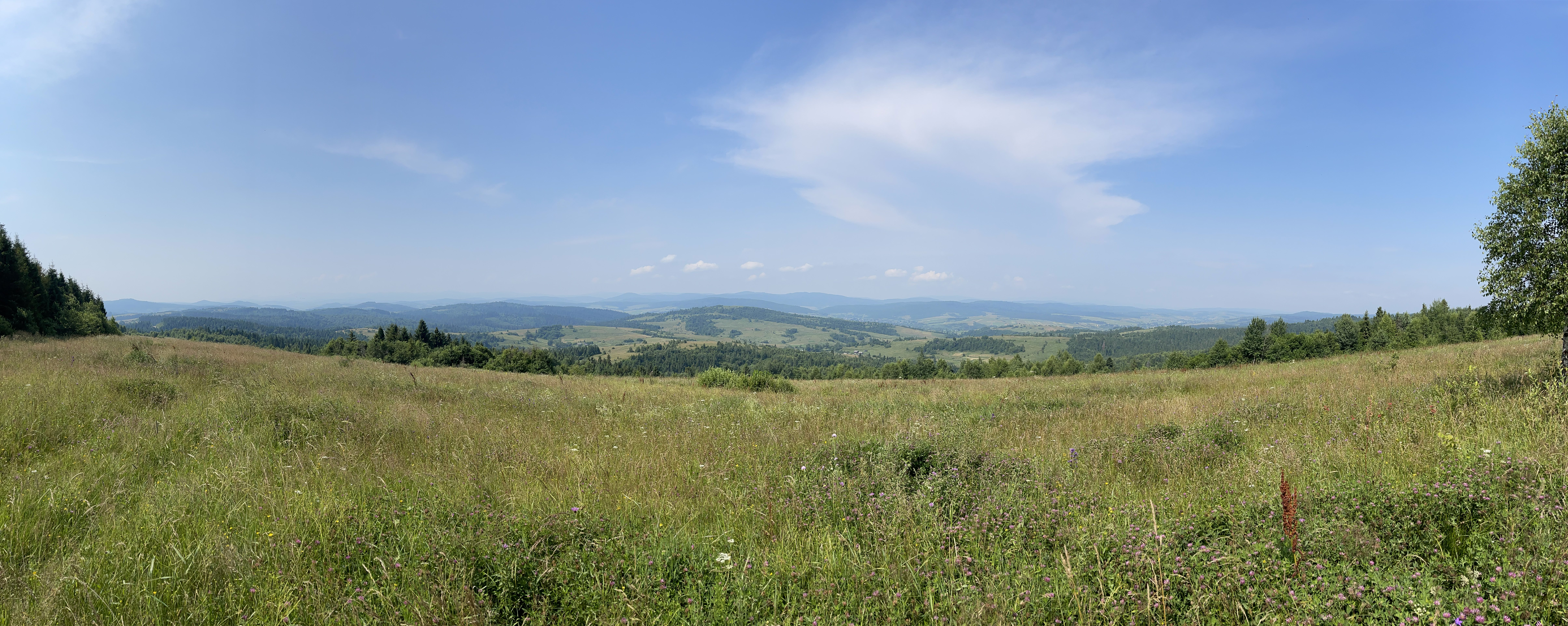
Панорамний вигляд на Стрийсько-Сянську Верховину з околиць г. Вовча (891 м. н.р.м)

Стри́йсько-Ся́нська Верхови́на — частина Українських Карпат в межах Самбірського та частково Стрийського району Львівської області; переважно низькогір'я. 
Розташована у верхів'ях річок Опору, Стрию та Сяну. На півночі межує з Верхньодністровськими Бескидами, на північному сході та сході — зі Сколівськими Бескидами, на півдні та південному заході — з Верховинським Вододільним хребтом. Переважають м'які форми рельєфу, на окраїнах рельєф набуває рис середньогірського. Хребти Стрийсько-Сянської Верховини простягаються з південного сходу на північний захід, вони розділені широкими давніми поздовжніми прадолинами (Сянська, Боринська, Турківська, Стрийська та інші) з добре вираженими терасами. Ґрунти бурі лісові та дерново-буроземні, здебільшого малощебенисті. Лісистість 47%, переважають смерекові ліси з домішкою бука та ялиці. Низькогірна частина Стрийсько-Сянської Верховини доволі густо населена, землі значною мірою освоєні, під ріллею понад 23% території. 
Найбільші населені пункти — Турка, Бориня. 
Природоохоронні території — Національний природний парк «Бойківщина», Надсянський регіональний парк, Пікуй, Бердо та інші. 

## Фотографії

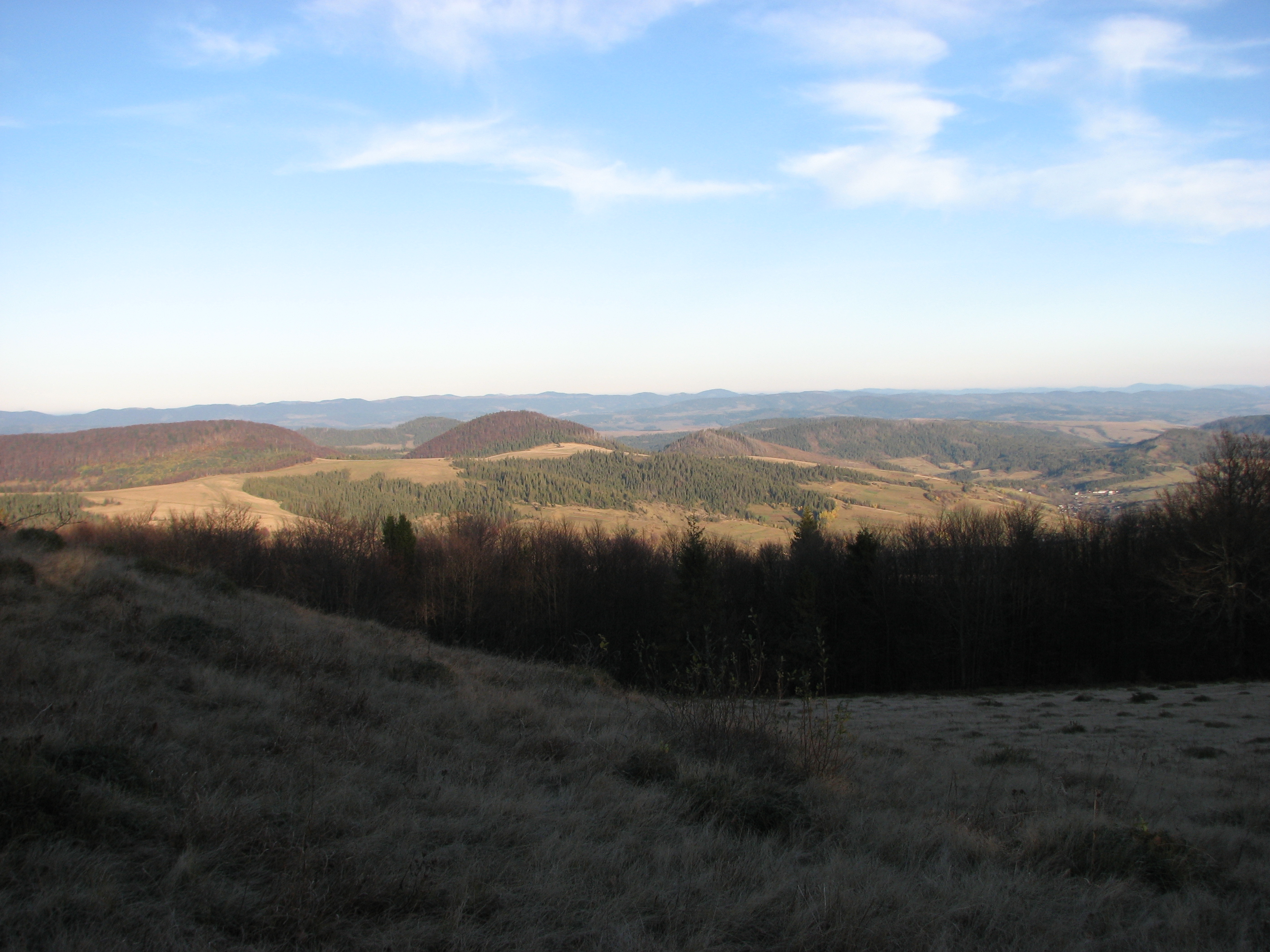
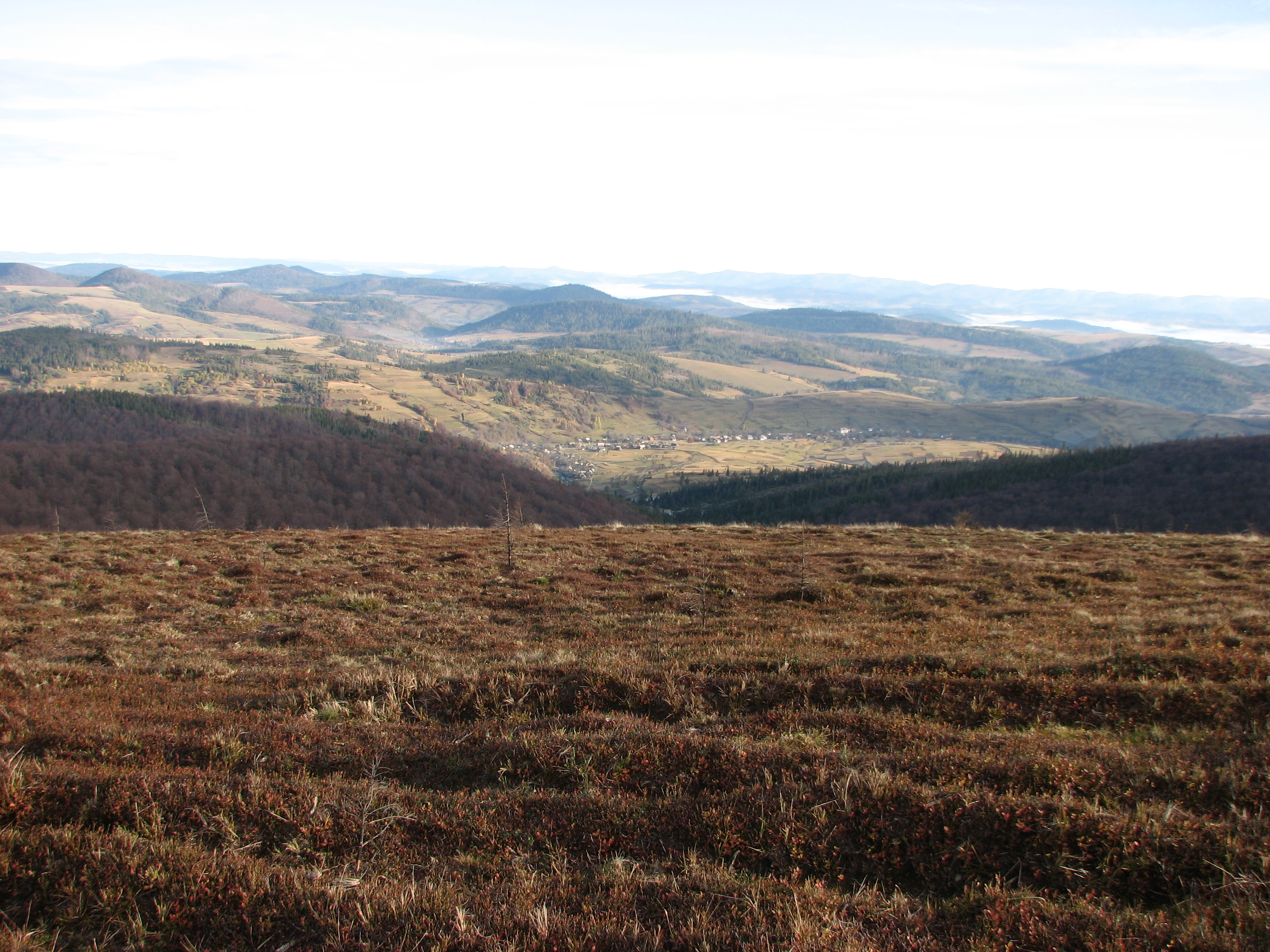
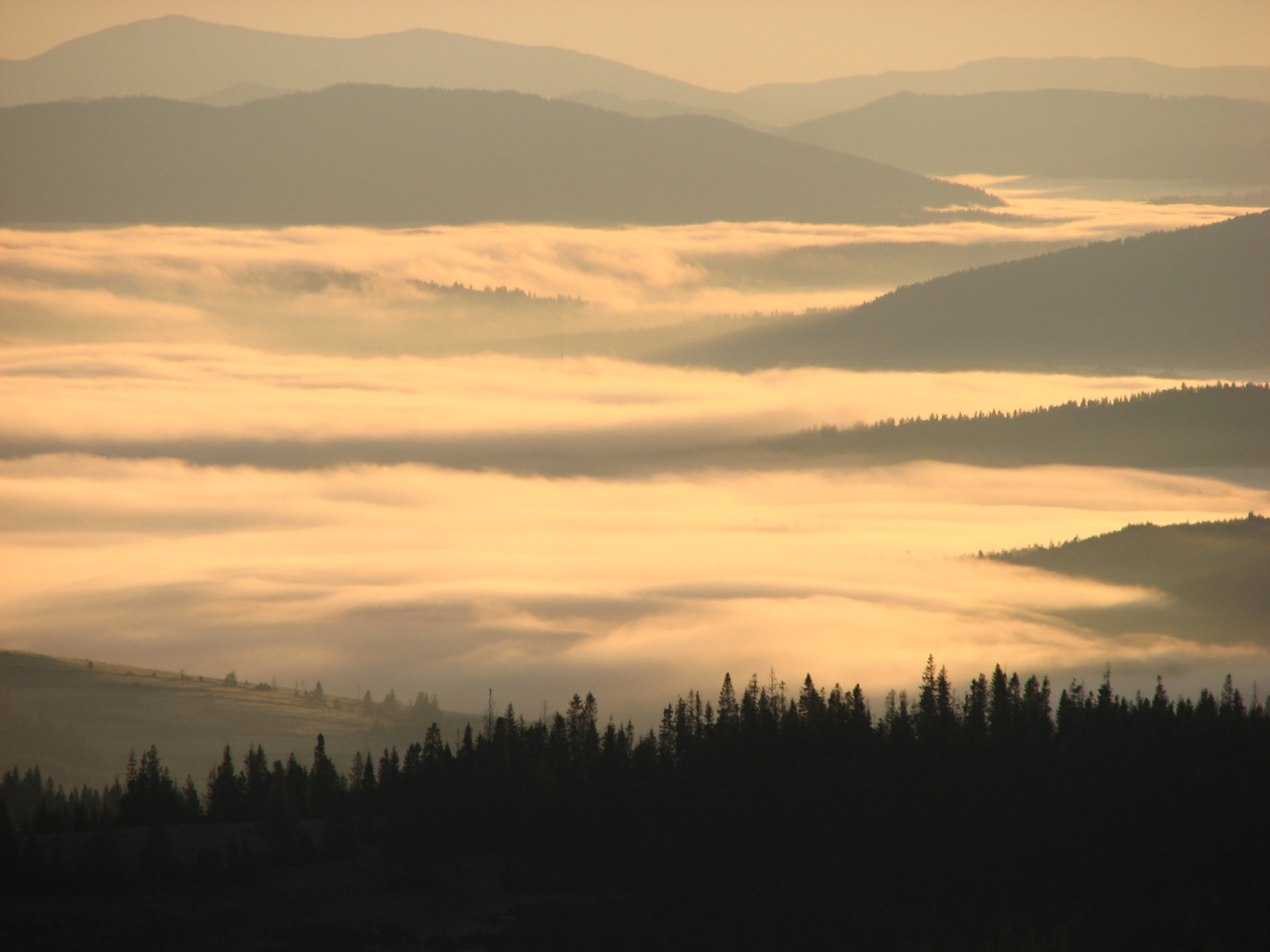